# Liste der Municipios in Colima

Lage der Municipios des Bundesstaates Colima

Der mexikanische Bundesstaat Colima ist in zehn Verwaltungsbezirke (Municipios) unterteilt, die jeweils nach der größten Ortschaft benannt sind. Die Verwaltungsbezirke werden aus 1.226 Ortschaften (span. Localidades) (davon 21 urbane = städtische) gebildet. Zu den ländlichen Gemeinden (Pueblos) zählen ebenso Farmen (Ranchos, Haziendas) und andere alleinstehende Gebäude (Mühlen, Poststationen, Tankstellen usw.). Die Zahl der Ortschaften ist in den letzten Jahren rückläufig (2000: 1.236; 2010: 1.225).
Die Revillagigedo-Inseln sind Teil des Municipio Manzanillo (007).
| Schlüs- sel         | Municipio           | Verwaltungssitz (Cabecera Municipal) | Fläche [km²] | Einwohnerzahl | Einwohnerzahl | Einwohnerzahl | Bevöl- kerungs- dichte [Einw. pro km²] | Anzahl der Orte (Localidades) |
| Schlüs- sel         | Municipio           | Verwaltungssitz (Cabecera Municipal) | Fläche [km²] | 2000          | 2010          | 2020          | Bevöl- kerungs- dichte [Einw. pro km²] | Anzahl der Orte (Localidades) |
| ------------------- | ------------------- | ------------------------------------ | ------------ | ------------- | ------------- | ------------- | -------------------------------------- | ----------------------------- |
| 001                 | Armería             | Armería                              | 408,80       | 28.574        | 28.695        | 27.626        | 67,6                                   | 82                            |
| 002                 | Colima              | Colima                               | 746,00       | 129.958       | 146.904       | 157.048       | 210,5                                  | 171                           |
| 003                 | Comala              | Comala                               | 314,34       | 19.384        | 20.888        | 21.661        | 68,9                                   | 115                           |
| 004                 | Coquimatlán         | Coquimatlán                          | 526,99       | 18.756        | 19.385        | 20.837        | 39,5                                   | 101                           |
| 005                 | Cuauhtémoc          | Cuauhtémoc                           | 412,26       | 26.771        | 27.107        | 31.267        | 75,8                                   | 79                            |
| 006                 | Ixtlahuacán         | Ixtlahuacán                          | 376,76       | 5.478         | 5.300         | 5.623         | 14,9                                   | 40                            |
| 007                 | Manzanillo          | Manzanillo                           | 1.350,86     | 125.143       | 161.420       | 191.031       | 141,4                                  | 151                           |
| 008                 | Minatitlán          | Minatitlán                           | 414,90       | 8.466         | 8.174         | 10.231        | 24,7                                   | 38                            |
| 009                 | Tecomán             | Tecomán                              | 787,98       | 99.289        | 112.726       | 116.305       | 147,6                                  | 384                           |
| 010                 | Villa de Álvarez00  | Villa de Álvarez                     | 288,01       | 80.808        | 119.956       | 149.762       | 520,0                                  | 65                            |
| 06 Estado de Colima | 06 Estado de Colima | Colima                               | 005.626,88   | 00542.627     | 00650.555     | 00731.391     | 130,0                                  | 1.226                         |